# خوسيه أنطونيو ميراندا
خوسيه أنطونيو ميراندا (بالإسبانية: José Antonio Miranda)‏ (22 يوليو 1998 بخيتافي في إسبانيا - ) هو لاعب كرة قدم إسباني في مركز الوسط. شارك مع منتخب غينيا الاستوائية لكرة القدم. أما مع النوادي، فقد لعب مع خيتافي ب.

## وصلات خارجية
- خوسيه أنطونيو ميراندا على موقع الاتحاد الدولي (مؤرشف)  (الإنجليزية)
- خوسيه أنطونيو ميراندا على موقع إي إس بي إن إف سي (الإنجليزية)
- خوسيه أنطونيو ميراندا على موقع قاعدة بيانات كرة القدم.إي يو (الإنجليزية)
- خوسيه أنطونيو ميراندا على موقع ناشيونال فوتبول تيمز (الإنجليزية)
- خوسيه أنطونيو ميراندا على موقع Soccerway.com (الإنجليزية)
- خوسيه أنطونيو ميراندا على موقع عالم كرة القدم.نت (الإنجليزية)